# Европейская ассоциация бюджетных авиакомпаний
Европейская ассоциация бюджетных авиакомпаний (англ. European Low Fares Airline Association, сокр. ELFAA) — международная ассоциация бюджетных авиакомпаний стран Европы, созданная в конце 2003 года.

## Члены ассоциации
По состоянию на 2014 год в Европейской ассоциации бюджетных авиакомпаний состояли следующие авиакомпании:
- EasyJet
- Flybe (прекратила существование 5 марта 2020)
- Jet2
- Norwegian Air Shuttle
- Ryanair
- Sverigeflyg
- Transavia.com
- Volotea
- Vueling
- Wizz Air

## Бывшие члены ассоциации
Ранее членами ELFAA также являлись:
- Air Berlin[3] (перешла в альянс Oneworld 20 марта 2012 года)
- Air Polonia[4] (прекратила существование 5 декабря 2004 года)
- Basiqair[3] (объединена с Transavia.com 1 января 2005 года)
- Blue Air
- Bmibaby[5] (прекратила существование 9 сентября 2012 года)
- Clickair[6] (объединена с Vueling 15 июля 2009 года)
- Flying Finn[3] (прекратила существование 27 января 2004 года)
- Hapag-Lloyd Express[3][7] (объединена с TUIfly в январе 2007 года)
- My Way Airlines[7][8] (прекратила существование 24 июля 2009 года)
- SkyEurope[3] (прекратила существование 1 сентября 2009 года)
- Sterling[3] (прекратила существование 29 октября 2008 года)
- Volareweb.com[3] (прекратила существование 12 января 2009 года)